# Mastigoptila brevicornuta
Mastigoptila brevicornuta là một loài Trichoptera trong họ Glossosomatidae. Chúng phân bố ở vùng Tân nhiệt đới.